# Glenea lugubris
Glenea lugubris är en skalbaggsart som beskrevs av Thomson 1865. Glenea lugubris ingår i släktet Glenea och familjen långhorningar. Inga underarter finns listade i Catalogue of Life.